# Тецлаф, Павел
Павел Тецлаф (пол. Paweł Teclaf; род. 18 июня 2003, Картузы) — польский шахматист, гроссмейстер (2023). Бронзовый призёр командного чемпионата Европы по шахматам (2021), двукратный бронзовый призёр в личном зачёте юношеском чемпионате мира по шахматам (2013, 2017).

## Биография
Павел Тецлаф добился своего первого успеха в 2010 году, выиграв серебряную медаль в чемпионате Польши среди дошкольников до 7 лет. В последующие годы он выиграл восемь медалей на чемпионатах Польши среди юношей: семь золотых (2011 г. — возрастная группа до 8 лет; 2013 г. — возрастная группа до 10 лет; 2014 г. — возрастная группа до 12 лет; 2015 г. — возрастная группа до 12 лет; 2016 г., 2017 г. — возрастная группа до 14 лет; 2021 г. — возрастная группа до 18 лет) и серебро (2012 г. — возрастная группа до 10 лет). Также он является шестикратным чемпионом Польши среди юношей по быстрым шахматам (2011 г. — возрастная группа до 8 лет; 2013 г. — возрастная группа до 10 лет; 2015 г. — возрастная группа до 12 лет; 2018 г. — возрастная группа до 16 лет; 2019 г. — возрастная группа до 16 лет; 2020 г. — возрастная группа до 18 лет).
Павел Тецлаф дважды выигрывал бронзовую медаль на чемпионатах мира среди юношей: в 2013 году в возрастной группе до 10 лет (турнир проходил в Эль-Айне) и в 2017 году в возрастной группе до 14 лет (турнир проходил в Монтевидео)..
В августе 2021 года он выполнил свою первую гроссмейстерскую норму на 57-м турнире шахматного фестиваля Акибы Рубинштейна, который проходил в Поланице-Здруй. В 2021 году в Сочи участвовал в Кубке мира по шахматам, где в первом туре уступил индийскому гроссмейстеру Гукешу Доммараджу со счетом 1½:2½.
В ноябре 2021 года вместе с командой Польши занял третье место на 23-м командном чемпионате Европы по классическим шахматам.

## Изменения рейтинга
| Графики недоступны из-за технических проблем. См. информацию на Фабрикаторе и на mediawiki.org. |